# Caithréim Cellaig
Caithréim Cellaig ['kaθʴrʴeːm 'kʴeLiɣʴ] („Die Laufbahn Cellachs“) ist der Name einer Erzählung aus dem Historischen Zyklus der Irischen Mythologie. Die Sage ist in zwei Versionen überliefert, die ältere in einem Manuskript aus dem 15. Jahrhundert, die jüngere steht im Leabhar Buidhe Lecain („Das Gelbe Buch von Lecan“) und in einer weiteren Handschrift. Die Entstehungszeit der beiden Fassungen wird zwischen 1200 und 1400 vermutet.

## Inhalt
Um die Mitte des 6. oder 7. Jahrhunderts ist Cellach, der Sohn des Königs Eogan Bél von Connacht, Mönch im Kloster Clonmacnoise. Im Kampf gegen ein Heer aus Ulster fällt der König und Cellach verlässt heimlich das Kloster, um Nachfolger seines Vaters zu werden. Durch den heiligen Ciarán, den Abt von Clonmacnoise, deshalb verflucht und von seinem Gegner Guaire Aidne hart bekämpft, verzichtet er auf die Krone zu Gunsten seines jüngeren Bruders Muiredach und geht wieder ins Kloster zurück. 
Dort führt er ein derart vorbildliches Leben, dass er der beste Berater seines Bruders wird und man ihn zum Bischof weiht. Da dies seinem Erzfeind Guaire Aidne missfällt, lässt er ihn durch vier gedungene Mörder erschlagen. Muiredach rächt an den Tätern den Tod seines Bruders, doch Guaire ermordet schließlich auch ihn.